# 萊克鎮區 (愛荷華州塞羅戈多縣)
萊克鎮區（英語：Lake Township）是位於美國愛荷華州塞羅戈多縣的一個行政鎮區。

## 地方資料
根據2010年美國人口普查的數據，萊克鎮區的面積為69.31平方千米，當中陸地面積為69.31平方千米，而水域面積為0.00平方千米。當地共有人口345人，而人口密度為每平方千米4.98人。